# رباط سري وحشي
يعتلي الرباط السري الوحشي الشريان الشرسوفي السفلي (فرع من الشريان الحرقفي الظاهر) والأوردة المرافقة لها. وعلى عكس الرباط السري الإنسي، تبقى محتويات الانثناء السري الوحشي ذات وظيفة بعد الولادة.

## الأهمية الطبية
يعتبر الرباط السري الوحشي موقع مهم فيما يتعلق بتصنيف الفتق. يحدث الفتق المباشر بالجانب الأنسي من الرباط السري الوحشي، في حين أن الفتق الغير المباشر ينشأ في الجانب الوحشي من الرباط. يحدث هذا الفتق بسبب موقع فتح الحلقة الأربية العميقة بالجانب الوحشي من الرباط السري الوحشي، والذي يسمح بمرور ( أسهر، شريان الخصية، والمكونات الأخرى من الحبل المنوي عند الرجال، أو الرباط المدور للرحم عند النساء).

## صور إضافية

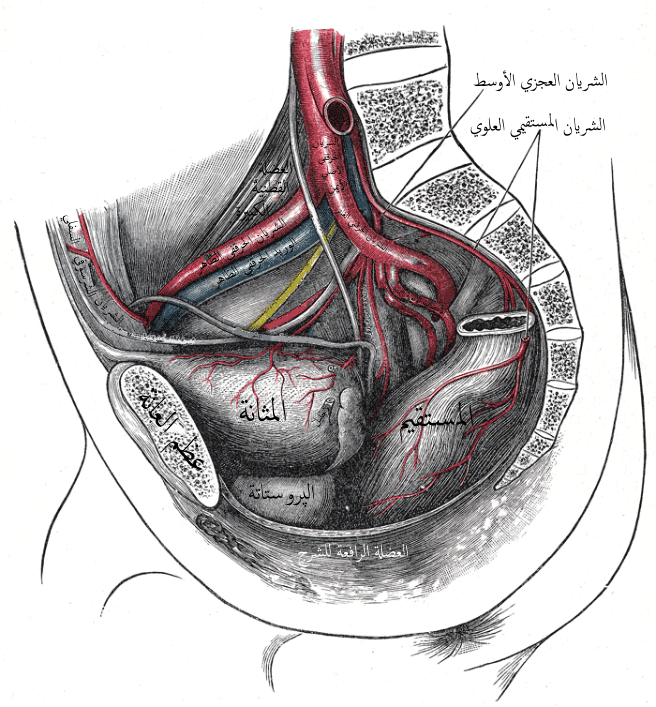
شرايين الحوض.

## وصلات خارجية
- انثناء سري وحشي
  - شكل تشريحي: 36:03-09 على موقع مركز سوني دونستات الطبي (تشريح بشري عبر الإنترنت). - " جدار البطن الأمامي."
  - صور تشريحيَّة:7384 على موقع مركز سوني دونستات الطبي.